# Prosopis alba
Neltuma alba, llamado popularmente algarrobo blanco, o tacu, es una especie arbórea de Sudamérica que habita el centro de Argentina, la ecorregión de Gran Chaco, parte de la Mesopotamia argentina, el Chaco paraguayo y el Chaco boliviano. También se puede encontrar en el norte chileno. El nombre común en guaraní es "igope-pará", que significa "árbol puesto en el camino para comer".

## Descripción
Prosopis alba es un árbol medio, de 9 a 15 metros en altura y 1 metro en diámetro, aunque raramente se encuentren árboles tan crecidos (por las talas). El tronco es corto y la copa es globulosa, hasta de 10 m de diámetro. Este árbol es apreciado por su sombra. Las ramas son delgadas y se extienden frecuentemente hasta el suelo. El ritidoma (corteza) es fino, pardo grisáceo, y de madera veteada, con propiedades tánicas.
Se trata de un árbol ornamental (urbano y de cortina rompeviento). Su madera, densa (densidad = 0,76), es difícil de trabajar, usada para puertas y pisos, parqués, partes de zapatos, cascos de vino. La madera responde bien al secado, valiosa donde se requiera mantener dimensiones estables a prueba de humedad. Es excelente para uso exterior.
Las hojas pinadas del algarrobo son muy cercanas entre sí. Dos a tres hojas bipinnadas nacen en cada nudo del tallo. Cada pinna contiene de 25 a 40 o más pares de folíolos, que son glabros y erectos pero en la base algo asimétricos. En el invierno el árbol pierde hojas, pero nunca es deshojado completamente.
Flor: pequeña, blanco verdosa o amarillenta, hermafrodita. La polinización, mediante viento e insectos, es alógama (cruzada), donde los órganos reproductores femeninos se ponen activos antes que los masculinos.
Fruto: es una vaina indehiscente que contiene las semillas lisas, elipsoides, comprimidas lateralmente y de color castaño; tiene 20 cm de largo, con semillas pardas de 7 mm de largo, que se encuentran rodeadas por la pulpa, una pasta dulce (patay), muy rica en calorías, consumida directamente para forraje o convertida en harina para consumo humano. Y fermentada produce una bebida alcohólica aloja; destilada produce etanol. Si el líquido no se fermenta se obtiene una bebida analcohólica refrescante llamada añapa. Entre la mitad y 3/4 partes del peso de la chaucha es azúcar.
Fenología: la época de la floración es de agosto a septiembre. Numerosas inflorescencias amarillentas colgadas que son racimos espiciformes, aparecen al mismo tiempo que las nuevas hojas de color verde vivo. Las flores pueden ser polinizadas tanto por el viento como por insectos.
Hábitat: quebrachales, algarrobales, palmares; especie pionera, prefiere suelos sueltos, bien drenados y profundos y lugares libres de pastoreo.
Distribución: Perú, Chile, Bolivia, Paraguay, Argentina.
Este árbol está perfectamente adaptado a la sequía (xeromorfo), sales y arena; o sea, que es extremadamente eficiente en el aprovechamiento del agua, produce la mayoría de los frutos en años de sequía, y ha sido exitosamente introducido en regiones áridas. No tolera bien las heladas.
P. alba y otras especies de algarrobo del Género Prosopis, como P. nigra (algarrobo negro) son muy confundidas o no correctamente distinguidas en la literatura botánica; en parte debido a la facilidad de la hibridación interespecies.

## Usos

### Madera
La madera dura y estable del algarrobo tiene múltiples utilidades, entre las que se puede mencionar la fabricación de parqué para hacer piso o muebles pesados y rústicos. El color de la madera es claro, casi beige y tiene un veteado fino. La madera es resistente a la intemperie y se usa para postes de alambrado.

### Alimentación
En el territorio del Gran Chaco Paraguayo las vainas del algarrobo son o eran la fuente alimenticia más utilizada por los indígenas. De los tejidos alimenticios triturados de las vainas se puede elaborar una harina, de la que se puede hacer panes y tortas (patay). De la harina se forman balas que se ponen en redes, éstas se cuelgan en algún lugar para el secado. La harina conservada de esta forma se puede romper en pedazos o triturar antes del uso.
Para la elaboración de las chichas (bebidas fermentadas, como la aloja) se ponen tanto frutos machacados para acelerar el proceso de la fermentación, como frutos masticados en agua. Como artesa sirve un tronco ahuecado del Palo borracho (samu´ú). Los etnólogos (estudiosos de las culturas indígenas) suponen que las isletas o rodales casi circulares de algarrobo muestran en muchos casos antiguos campamentos indígenas. También para los indígenas Nivaclé, la época de los frutos maduros del algarrobo era la mejor época de todo el año, porque había comida en abundancia. En este tiempo festejaron sus fiestas tradicionales con la Chicha.
La chicha era elaborada en un día y en la siguiente noche, preferentemente con luna llena. Los hombres ahuecaban un Palo borracho (samu´u) quemaban por dentro para que quedara más resistente. Las mujeres machacaban las vainas. El consumo de la bebida, sin embargo, era reservado a los hombres adultos. Para mujeres, niños, hombres viejos y jóvenes el consumo estaba prohibido.
También los Nivaclé trituraban los frutos maduros del algarrobo, cernido por bolsas y depositado en vasijas de barro, redes o en fosas. Sin embargo, la harina se conserva como máximo 2 a 5 días. Mezclada con miel es una comida apreciada por los niños.
Las especies del género Prosopis tienen, por sus propiedades nutritivas, un importante significado en los mitos de numerosos pueblos indígenas. La distribución geográfica de las especies de Prosopis no es limitada al Gran Chaco, sino también crecen en el Sudoeste de los Estados Unidos, mientras que excavaciones en las cercanías de México DF muestran que Prosopis juliflora, el mezquite, fue en tiempos prehistóricos una importante planta alimenticia para los indígenas.

### Ornamentales
La infusión de los frutos se usa para disolver los cálculos de la vejiga; la infusión de la flor es diurética, y la de la corteza, antidiarreica (debido al ácido tánico).

### Artesanía
La resina oscura del tronco y de las ramas de Prosopis alba se emplea para teñir las fibras del caraguatá (Deinacanthon urbanianum) de las cuales se confeccionan muchos objetos de uso diario. Se hierven las fibras con la resina y éstas se tiñen de un color negro.

### Combustible
El mayor uso que se le ha dado a la madera es como combustible. Antiguamente se la utilizaba para las locomotoras, las calderas industriales y la minería.
Actualmente, en áreas rurales todavía se la utiliza en cocinas y calefactores. Es un combustible de alta calidad que tiene un gran valor calórico; produce pocas cenizas. El carbón tiene un rendimiento aproximado del 20%. Este destino es importante en el Chaco árido y semiárido. En Chaco árido no es económicamente rentable explotar montes que brindan menos de 15 ton. de leño por ha. Si se observa que los leños tiene buen diámetro y sanidad, se destinan a la elaboración de carbón.
Poder calórico: la madera del algarrobo es un buen combustible, presentando en promedio (productos de buena calidad) los siguientes valores: leña, 4.200 kcal/kg (algarrobo blanco) y 4600 kcal/kg (algarrobo negro) ; carbón: 6500 kcal/kg con una eficiencia de 4 á 5 ton. de leña transformables en 1 ton. de carbón.

### Melífera
Las flores producen mucho néctar lo cual es propicio para los insectos polinizadores.

### Ambientales
Por su capacidad para fijar nitrógeno se utiliza como fertilizador de pasturas destinadas al ganado.

## Taxonomía
Prosopis alba fue descrita por August Heinrich Rudolf Grisebach y publicado en Abhandlungen der Königlichen Gesellschaft der Wissenschaften zu Göttingen 19: 131. 1874.
Etimología
Prosopis: nombre genérico otorgado en griego para la bardana, pero se desconoce por qué se aplica a esta planta.
alba: epíteto latino que significa "blanca".
Sinonimia
- Prosopis atacamensis Phil.
- Prosopis siliquastrum var. longisiliqua Phil.[4]

## Nombre común
- algarrobo blanco (que es el nombre patrón propuesto por Petetín en 1984), algarrobo, árbol, árbol blanco, algarroba blanca.[5][6][7]

Otros nombres comunes son: en guaraní, ibopé, igopé o ibopé pará; en ayoreo, najnuniaja; en dialecto menonita, algroboom; y en nivaclé, faaiyuc"ibopé", "ibopé morotí", "ivopé morotí", "ivopé pará", "taco", "yana-tacu" (quechua), "yurakk takko".
El nombre “algarrobo” proviene originalmente de los conquistadores españoles, que compararon este árbol, presumiblemente por sus vainas comestibles, con el algarrobo europeo (Ceratonia siliqua), cuyas vainas también son comestibles. Ambos árboles pertenecen a la familia de las fabáceas.
El algarrobo es el árbol puesto en el camino para comer, como dicen los Lengua-Maskoy (el nombre guaraní es Ibopé-pará).

## Clasificación
- Reino Plantae
  - División Trachaeophyta
    - SubDivisión Angiospermae
      - Clase Magnoliópsida
        - Orden Fabales
          - Familia Fabaceae
            - SubFamilia Mimosoideae
              - Tribu Mimoseae
                - Género Prosopis 
                  - Prosopis alba

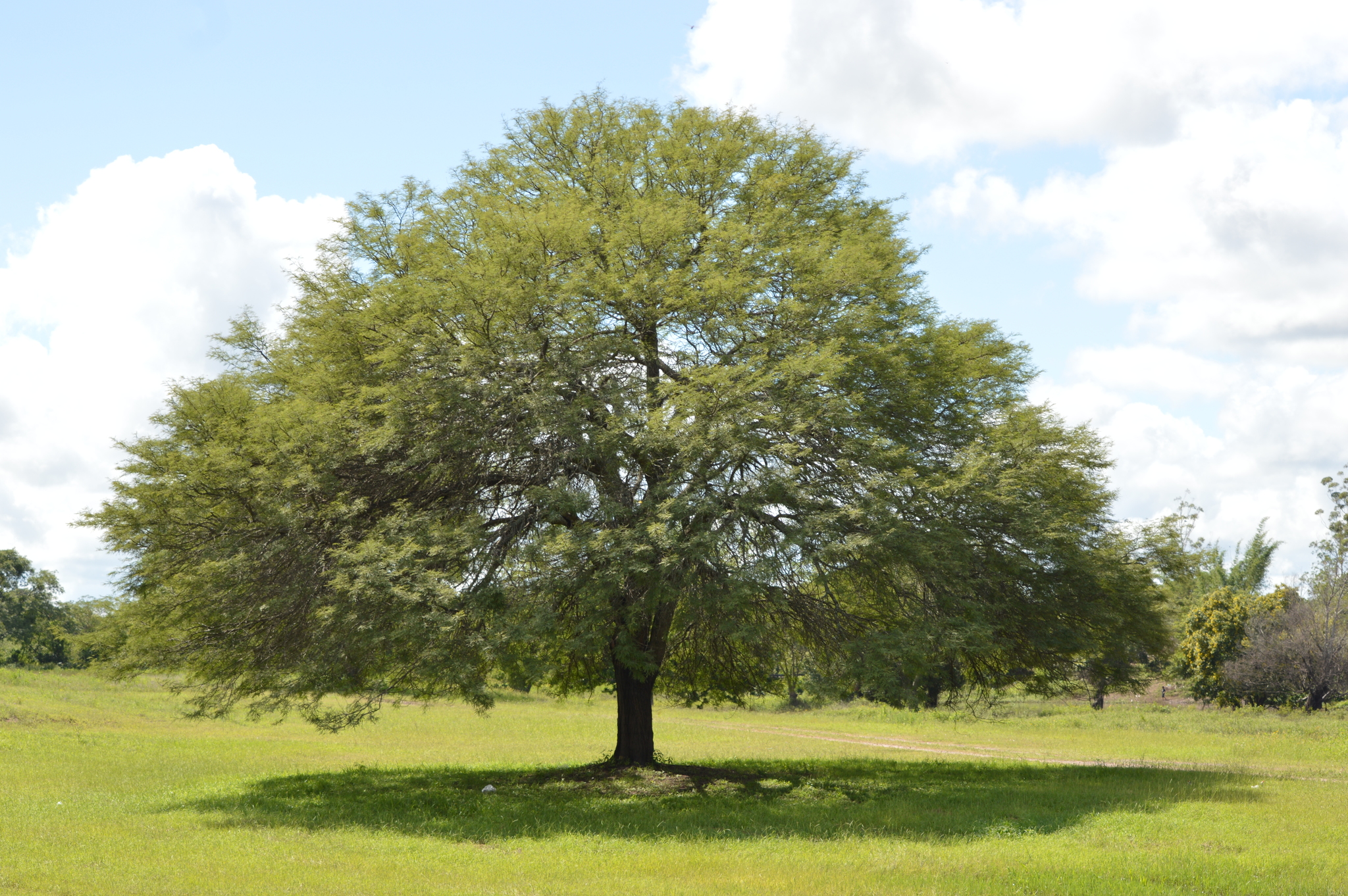
Aspecto general
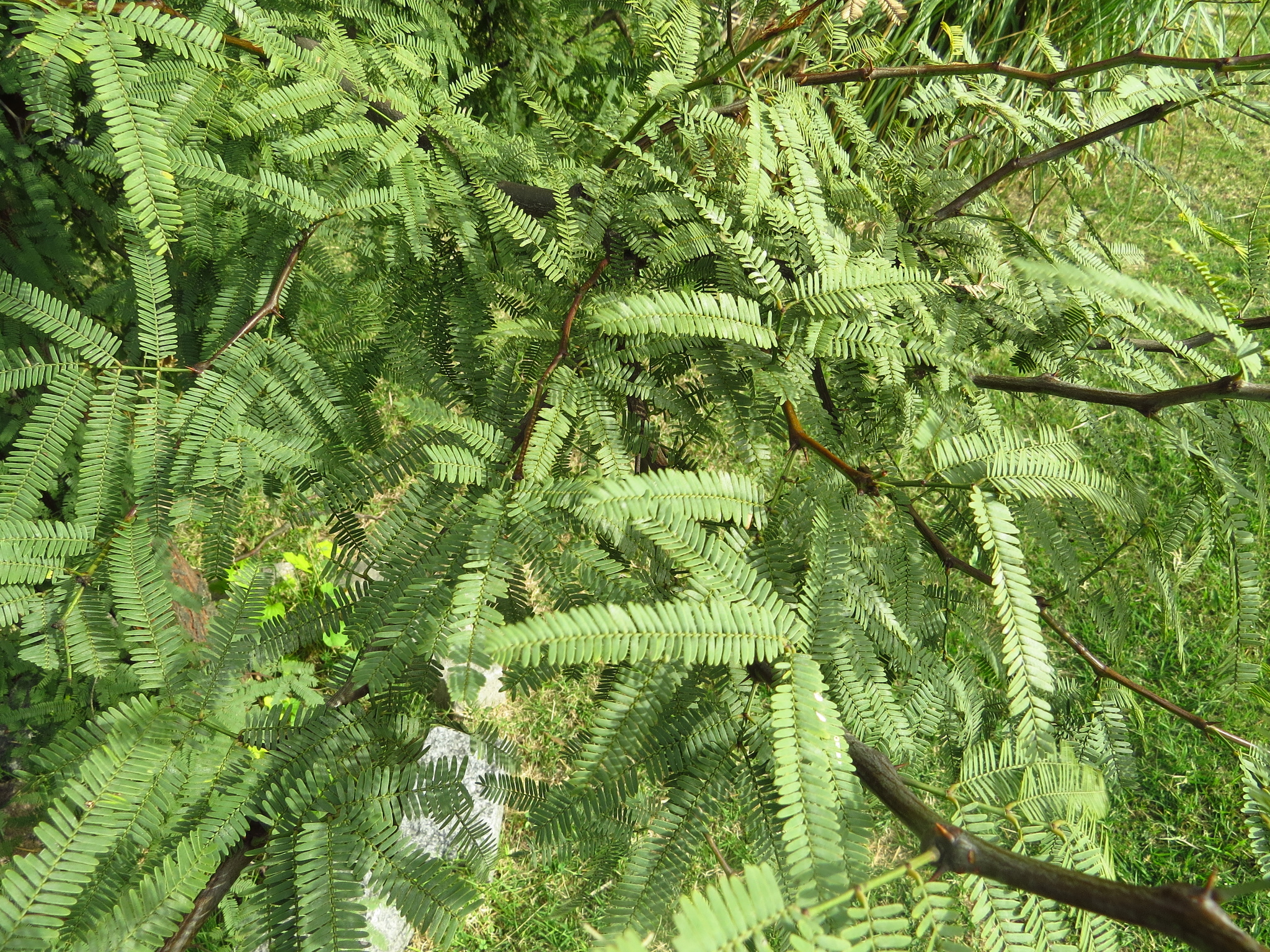
Detalle de las hojas
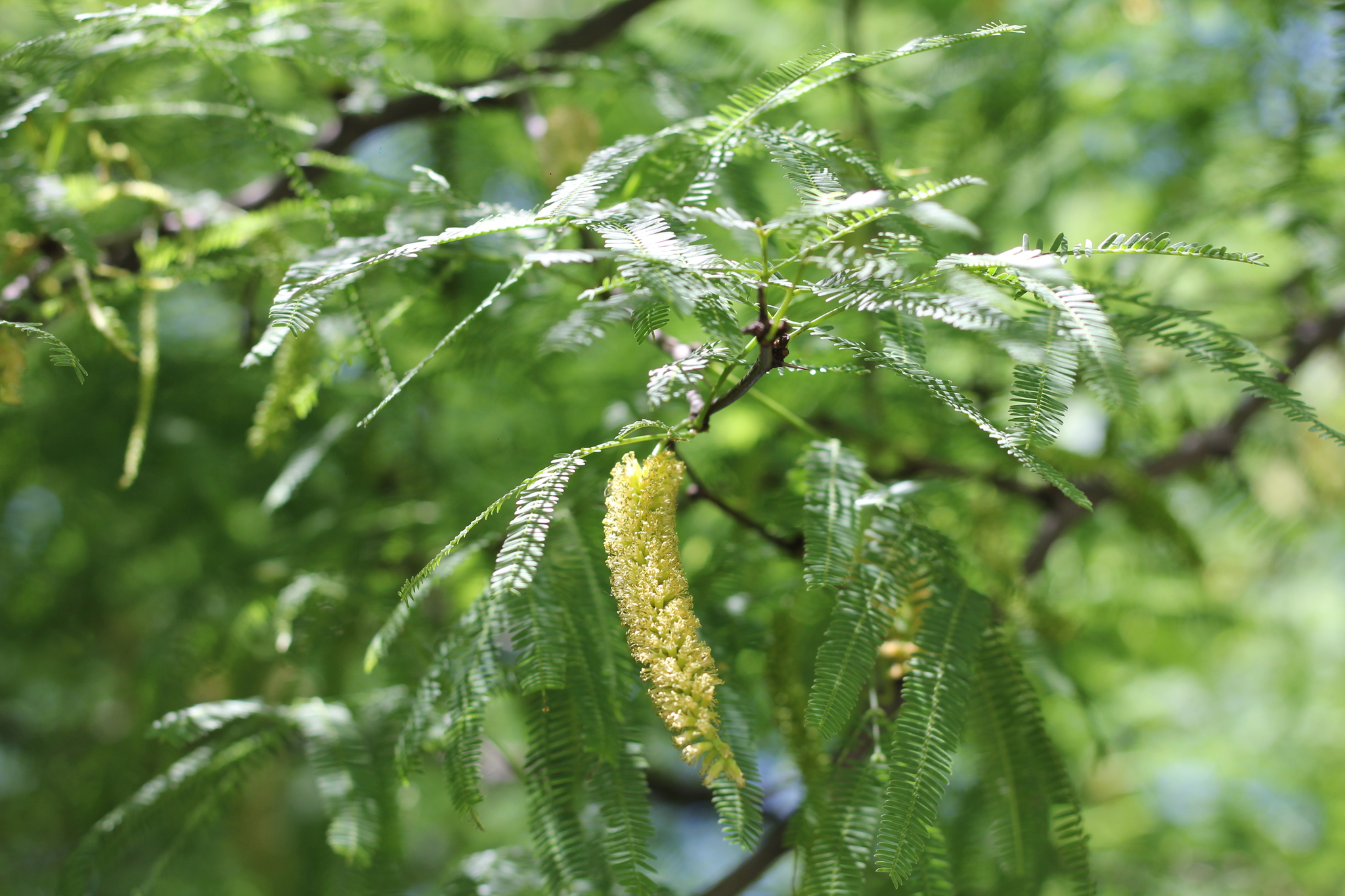
Inflorescencia
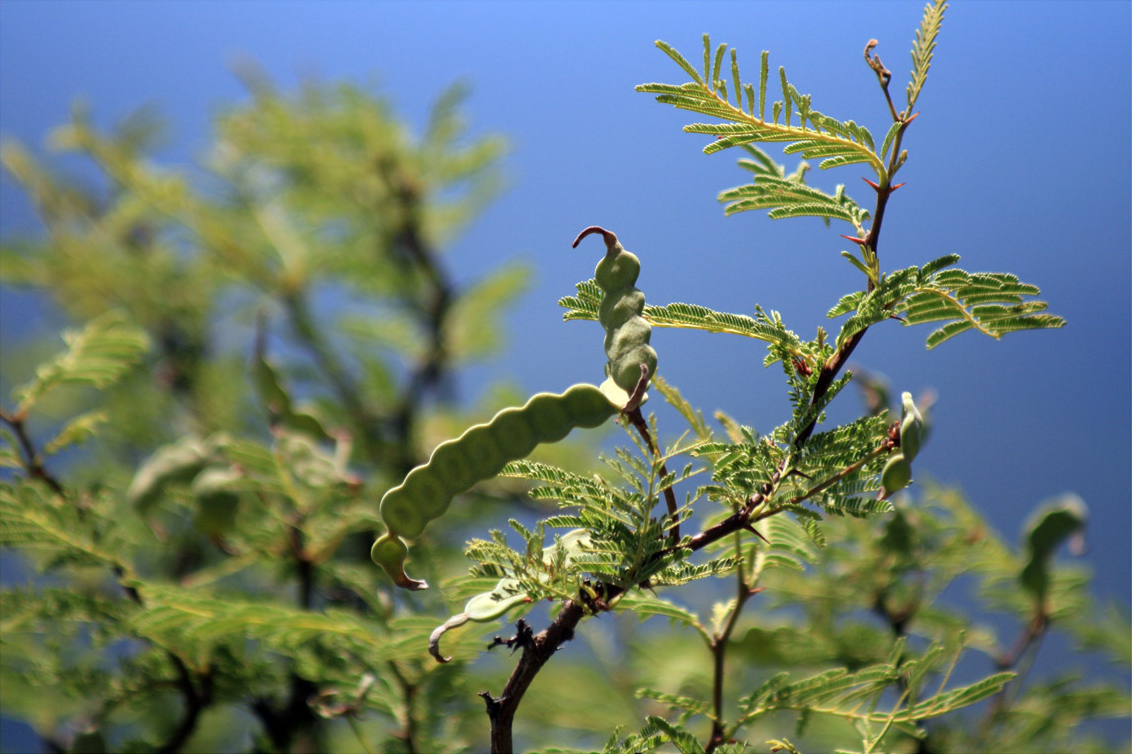
Frutos inmaduros
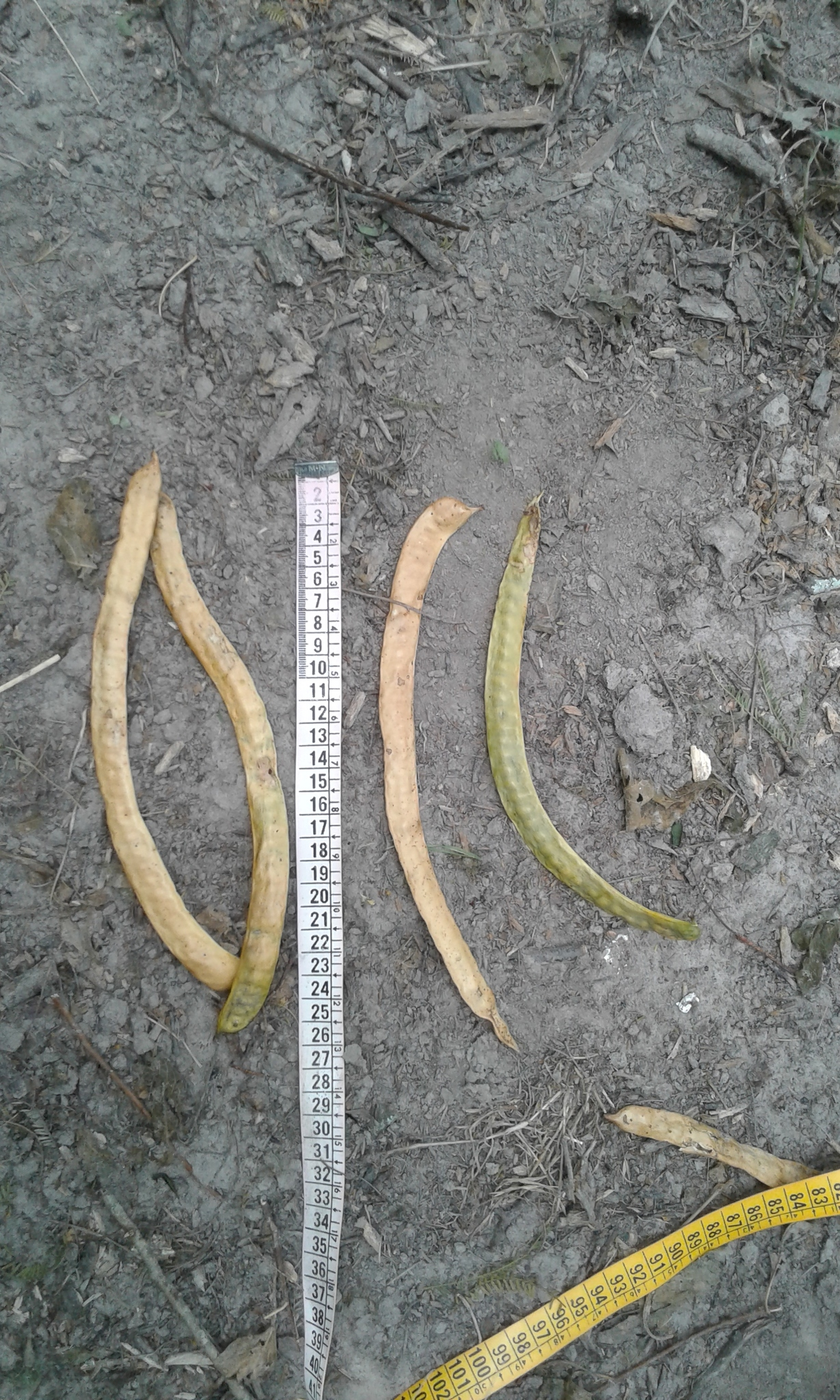
Frutos maduros
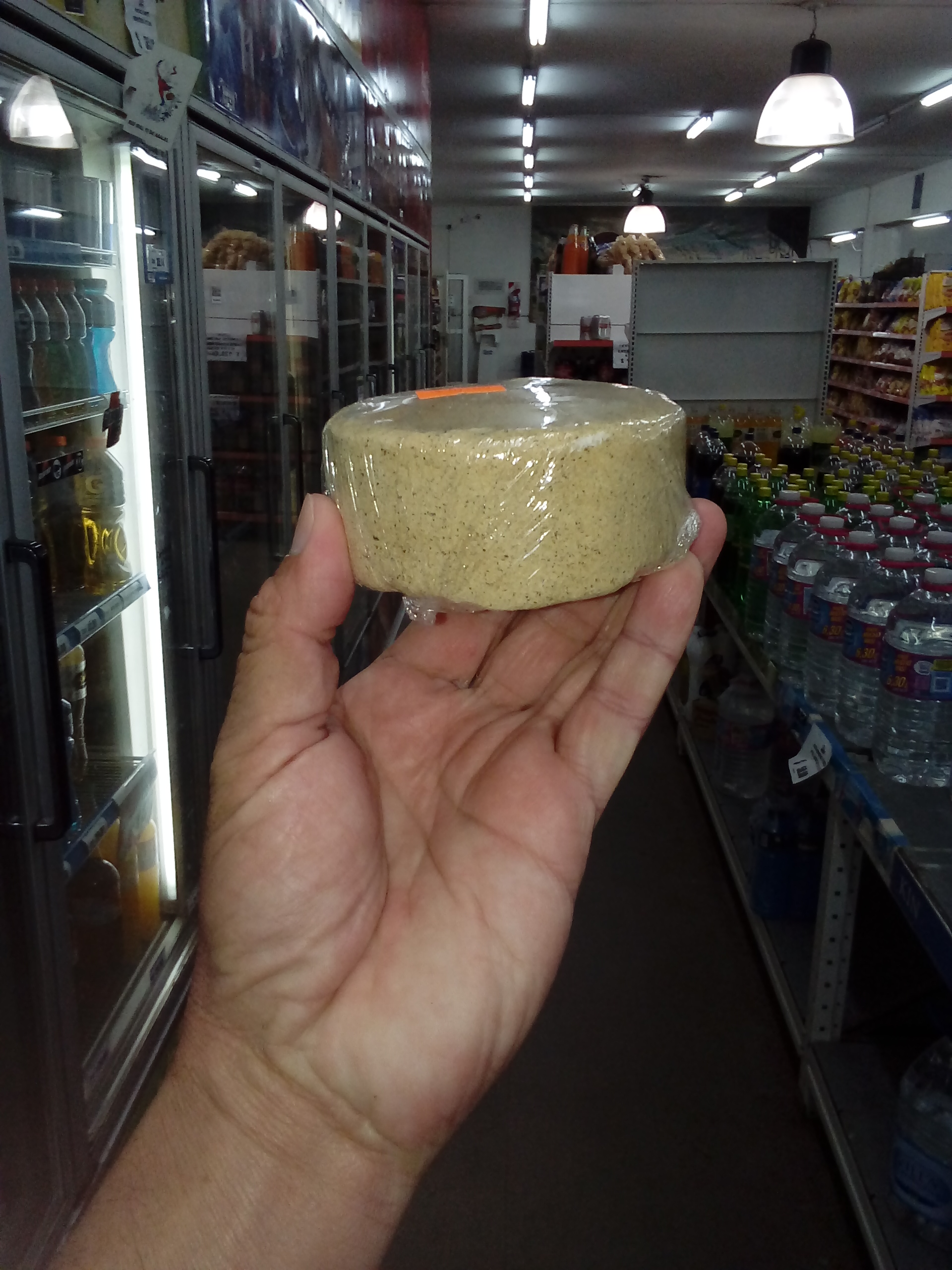
Patay, uno de los productos hechos con el algarrobo blanco